# Цыганский квартал (Берегово)

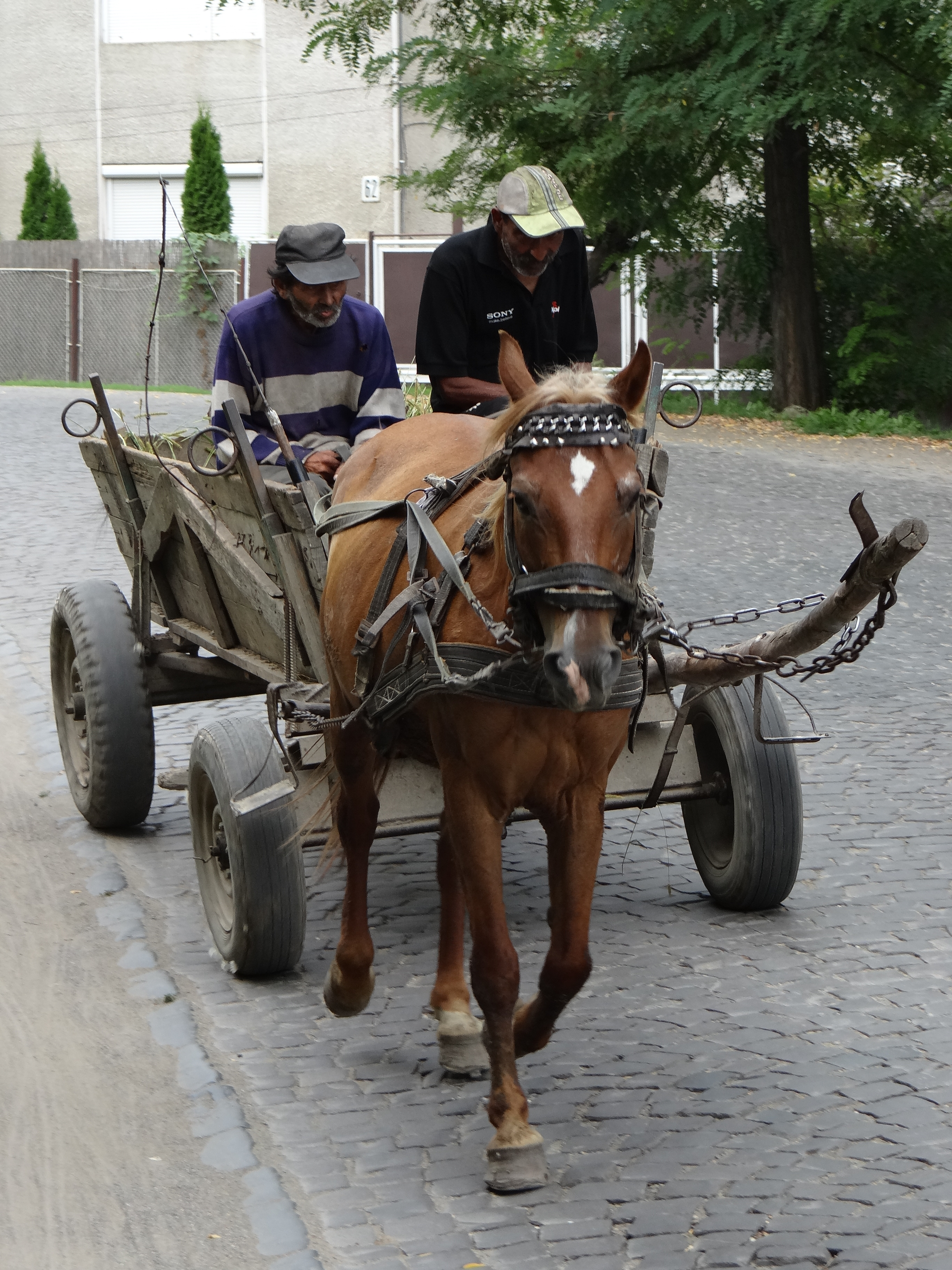
Цыгане на повозке в центре Берегова, 2017 год

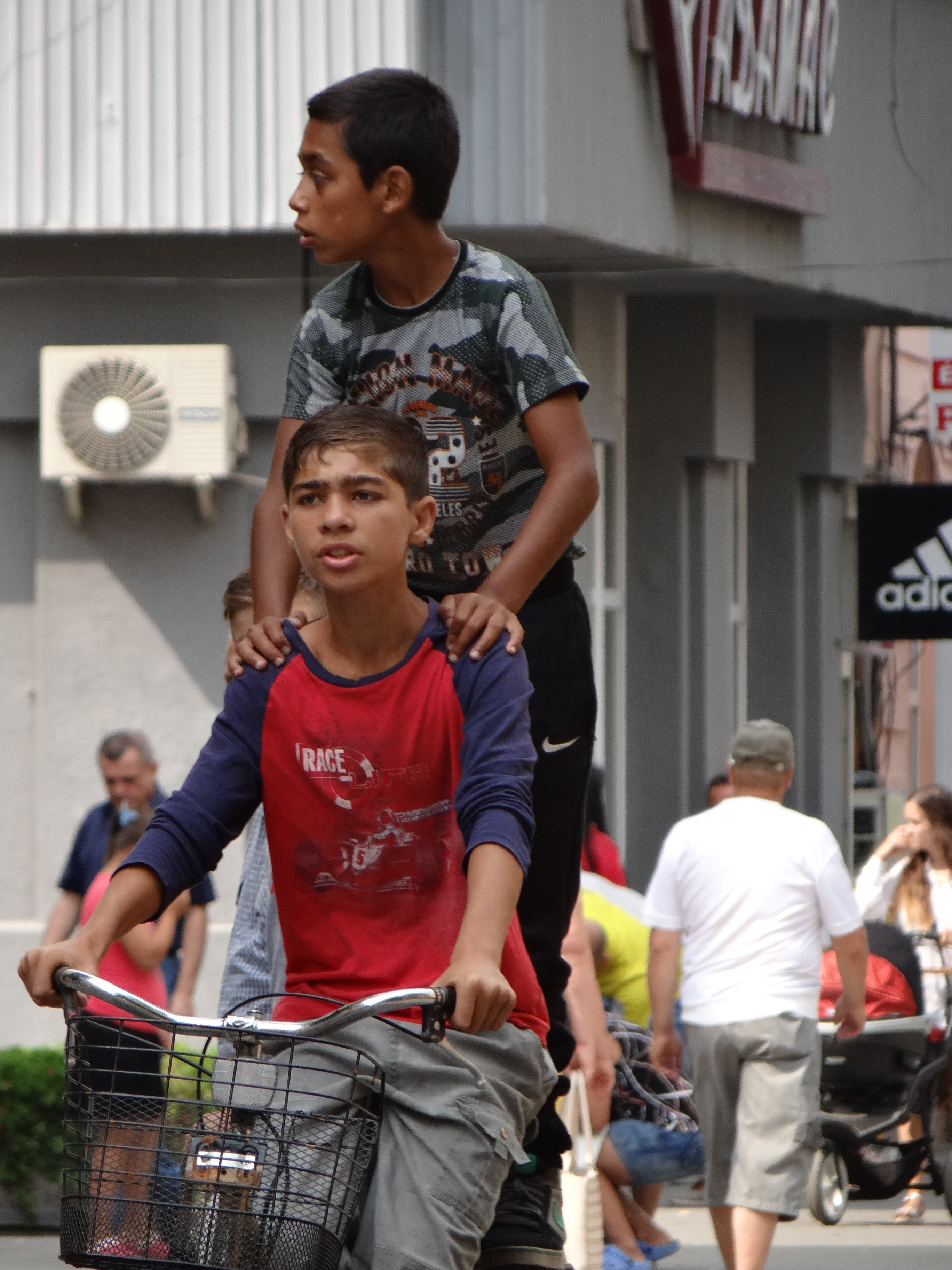
Цыганские дети в центре Берегова, 2017 год

Цыганский квартал (табор) в городе Берегово Закарпатской области Украины расположен на окраине, на территории так называемого Отдельного хутора (укр. Окремий хутір). Население — от 4 до 8 тысяч человек. Цыганский табор Берегово является одним из самых крупных цыганских поселений на территории Украины.

## История
Цыганский табор в Берегово появился в конце 1930-х годов, когда Закарпатье в результате передела Чехословакии стало частью Венгрии, откуда цыгане и прибыли в Берегово.
По данным всеукраинской переписи населения 2001 года, в Берегово проживало 1,7 тысяч цыган (6,4 %), которые являлись третьей по размеру этнической группой города (после венгров и украинцев). В 2000-е годы население Цыганского квартала оценивалось в 2—2,5 тысячи человек. К следующему десятилетию население табора варьировалось от 4 до 8 тысяч человек. По данным местных властей к этому времени официально в Цыганском квартале проживало 4 тысячи человек. Проживающие в Берегово цыгане общаются на венгерском языке.

## Описание и проблемы
В городе Берегово выражение «черта бедности» приобрело вещественную форму — это забор, который отделяет пятитысячный цыганский табор от внешнего благополучного мира. Там, за стеной, лошади тащат телеги, гружёные мусором и дровами. Прислонившись к стенам хибарок, сооружённых из фанеры или глины с соломой, греются под последними лучами осеннего солнца старики. По пятам следуют стайки предоставленных самим себе босоногих немытых детей.
Жилища квартала в основном сделаны из подручных материалов (глины, досок), а сам квартал представляет собой трущобы. Люди проживают в жилищах с плохими санитарно-эпидемиологическими условиями. Многие жители готовят еду на огне, который разводят посреди двора. Зимой помещения обогреваются печным отоплением. Домашний водопровод отсутствует. Улицы квартала не асфальтированы, из-за чего после дождей или таяния снега грунтовые дороги размываются и становятся труднопроходимыми.
Квартал разделён на бедный и богатый микрорайоны. От остальной части Берегово цыганский табор отделён забором. Через территорию квартала проходит линия Боржавской узкоколейной железной дороги. На проходящие мимо табора поезда местные жители иногда совершают нападения.
В основном жители табора занимаются уборкой улиц, работой на стройке, торговлей, сбором металлолома и сортировкой мусора. Часть жителей уезжают на заработки в другие города Украины или соседние страны.
Проблемами жителей табора является низкая посещаемость детьми учебных заведений, нецелевое использование детских выплат родителями и отсутствие обязательных прививок у детей. Из-за плохих санитарно-гигиенических условий многие жители подвержены таким болезням как туберкулёз, дизентерия и педикулёз. Одной из проблем местных цыган также является отсутствие у них документов, удостоверяющих личность. При этом получившие паспорт цыгане имеют прописку «Отдельный хутор» (без указания улицы и дома). Женщины из табора зачастую не регистрируют браки, имея статус «матери-одиночки» для получения денежного пособия от государства.
В центре квартала расположен храм Закарпатской реформаторской церкви (протестанты). Распространением гуманитарной помощи на территории табора занимается общественная организация «Будущее ромов Берегово» (руководитель — Иштван Папп), получающая грантовые средства от международного фонда «Возрождение» и выплаты по программе Технической помощи СНГ Европейского союза. Помощь табору также оказывает «Мальтийская служба помощи» и Закарпатская реформаторская церковь.

## Образование
К 2016 году на учёте в соцслужбах стояло 790 школьников, а посещало школу лишь 250 детей. При этом многие учащиеся не оканчивают даже девяти классов. Для детей цыган функционирует девятилетняя гимназия «Опре Рома» с украинским и венгерским языком обучения. Школа создана в 1953 году, а с 1979 года функционирует исключительно для детей цыганского происхождения. По состоянию на 2019 год в ней официально обучалось 349 детей.

## Бароны
Значительное влияние на жизнь местных цыган имеет барон. Ему, в частности, подконтролен сбор с жителей квартала платы за электричество, он представляет жителей в общении с властью и правоохранительными органами, решает споры внутри общины.
Долгое время бароном являлся Калман Сабо, позднее передавший титул Иштвану Паппу, который женился на его внучке. Иштван Папп также является депутатом Береговского городского совета.